# Nemoria parvipuncta
Nemoria parvipuncta là một loài bướm đêm trong họ Geometridae.